# Thumbs Up! (EP)
Thumbs Up! è uno split delle band statunitensi Dead After School e Good Clean Fun, pubblicato nel 2006 da Cat 'N' Cakey Records. Ne sono state stampate sole 500 copie in vinile.

## Tracce
Lato A - Dead After School
1. Fuck You! And Your MySpace Page
2. No Regrets
3. Fuck You! And Your Street Team

Lato B - Good Clean Fun
1. Positive Hardcore
2. Positive Day
3. Positively Positive